# Căoi, Hunedoara
Căoi este un sat în comuna Vețel din județul Hunedoara, Transilvania, România.

## Imagini

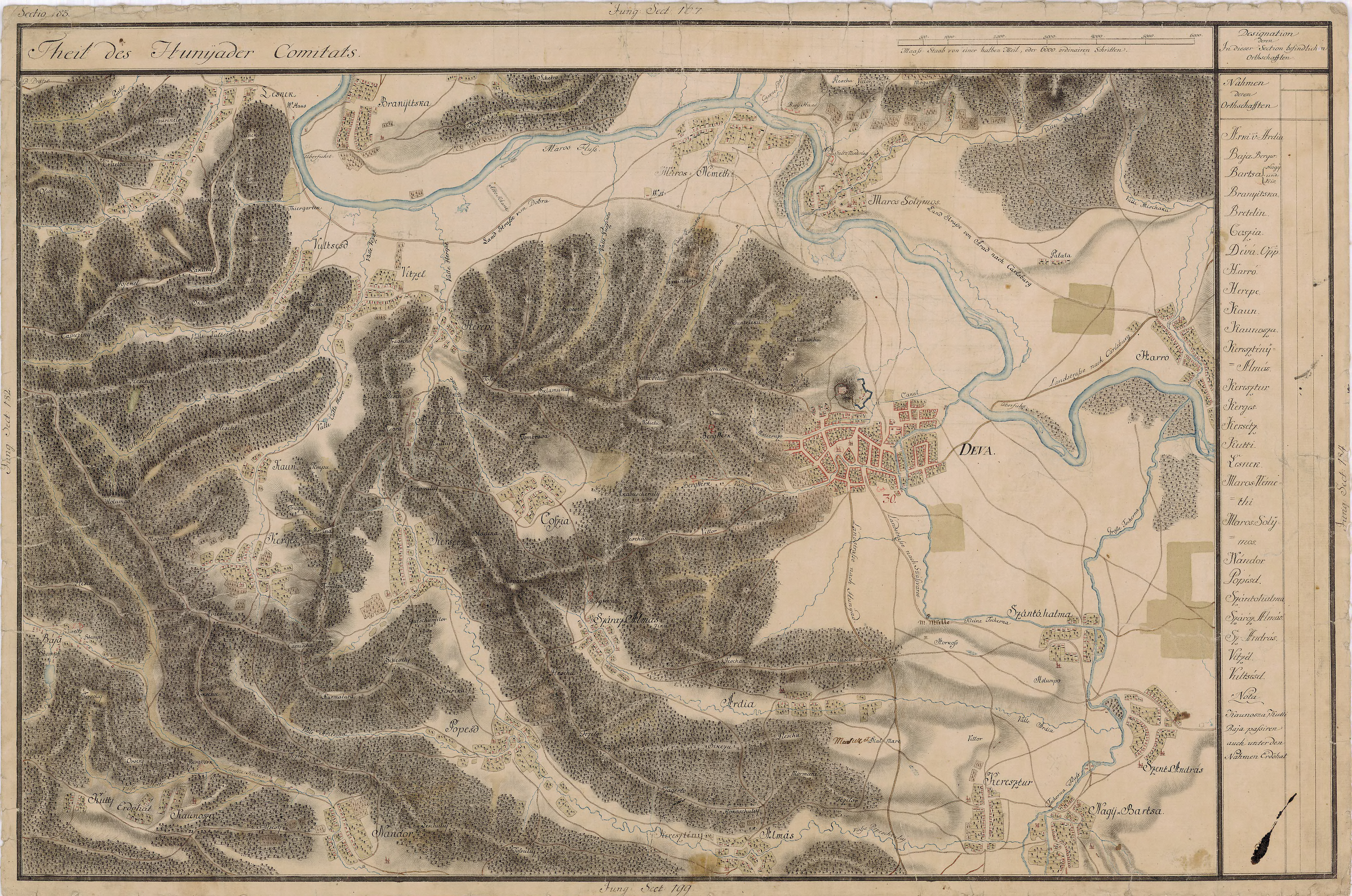
Căoi în Harta Iosefină a Transilvaniei, 1769-1773